# シンプソンビル (サウスカロライナ州)
シンプソンビル（英: Simpsonville） は、アメリカ合衆国サウスカロライナ州北西部のグリーンビル郡にある都市。人口は2万3354人（2020年）。グリーンビル・モールディン・イーズリー都市圏に属している。
モールディンとファウンテンインの線に沿った「ゴールデン・ストリップ」に属しており、この地域にはパラ・ケム、ケメット、シールドエアー、ミリケンがあるなど産業の多様さのゆえに、失業率が低いことで知られている。市内にはヒルクレスト高校がある。また2008年にはリトルリーグ・ソフトボール世界選手権が開催された。

## 歴史
シンプソンビル市内にあるアメリカ合衆国国家歴史登録財に指定される建造物として、バーデット・ビルディング、キュアトン・ハフ邸、ホプキンス農園、シンプソンビル・バプテスト教会がある。

## 地理
シンプソンビル市は北緯34度44分0秒 西経82度15分36秒 / 北緯34.73333度 西経82.26000度 (34.733375, -82.260001)に位置している。標高は860フィート (262 m) である。サウスカロライナ州道14号線と州間高速道路385号線に沿って、モールディン市とファウンテンイン市の間に位置している。
アメリカ合衆国国勢調査局に拠れば、市域全面積は8.8平方マイル (22.81 km2)であり、全て陸地である。

## 人口動態
以下は2010年の国勢調査による人口統計データである。
| 基礎データ - 人口: 18,238 人 - 世帯数: 7,079 世帯 - 人口密度: 799.4人/km2（2,070.4 人/mi2） - 住居数: 7,624 軒 - 住居密度: 334.1軒/km2（865.38 軒/mi2） 人種別人口構成 - 白人: 75.7% - アフリカン・アメリカン: 16.4% - ネイティブ・アメリカン: 0.3% - アジア人: 1.3% - 太平洋諸島系: 0.1% - 混血: 2.3% - ヒスパニック・ラテン系: 8.9% | 年齢別人口構成 - 5歳未満: 7.3% - 65歳以上: 11% - 性比（女性100人あたり男性の人口） - 総人口: 93.8 | 収入と家計 - 収入の中央値 - 世帯: 49,970米ドル - 人口1人あたり収入: 25,845米ドル - 貧困線以下 - 対人口: 8.7% |

## 犯罪
シンプソンビルは中流階級の家庭に大きく訴える特徴がある。犯罪統計では全国平均より高いが、全米の主要都市と比較すればかなり小さい。2010年の暴力犯罪件数は年通算82件だった。2006年の暴力犯罪の統計では、殺人がゼロであり、強姦は全国平均が人口10万人に対して33件であるのに対し、シンプソンビルでは39件とやや高かった。加重暴行では全国平均より75%高かった。2007年、個人犯罪率は、住民1,000人に対して6件であり、全国平均の1.3件より高かった。2007年9月、FBIはサウスカロライナ州の暴力犯罪率が全国でも最高であると報告したが、シンプソンビルについては何も触れられなかった。自動車泥棒の犯罪率は全国平均より低く、シンプソンビルの犯罪率が高いとする根拠の無い主張が否定された。

## 市政府
シンプソンビルは市長と市政委員会が統治しており、さらに幾つかの理事会や評議会がある。市政委員会は6人の委員と市長で構成されている。委員は市内の6つの小選挙区から選ばれている。任期は4年間であり、2年毎に半数が改選される。

## 著名な出身者
- ルーカス・グローバー、プロゴルファー、2009年の全米オープンで優勝。
- スティーブン・トンプソン、総合格闘家、キックボクサー。